# Stenochiton longicymba
Stenochiton longicymba är en blötdjursart som först beskrevs av de Blainville 1825.  Stenochiton longicymba ingår i släktet Stenochiton och familjen Ischnochitonidae. Inga underarter finns listade i Catalogue of Life.